# نهائي دوري أبطال أوروبا للسيدات 2020
نهائي دوري أبطال أوروبا للسيدات 2020 هو المباراة النهائية لكرة القدم للسيدات ضمن بطولة دوري أبطال أوروبا للسيدات 2019-20، من الموسم التاسع عشر من بطولة دوري أبطال أوروبا للسيدات التي ينظمها الاتحاد الأوروبي لكرة القدم، والموسم الحادي عشر منذ تغيير اسمها من كأس الاتحاد الأوروبي للسيدات إلى دوري أبطال أوروبا للسيدات. أقيمت البطولة في 30 أغسطس 2020 على ملعب أنويتا في سان سيباستيان، إسبانيا، بين نادي فولفسبورغ ونادي أولمبيك ليون للسيدات الفرنسي.
كان من المقرر في الأصل أن تقام المباراة على ملعب جنرالي أرينا في فيينا، النمسا، في 24 مايو 2020..في 23 مارس 2020، أعلن الاتحاد الأوروبي لكرة القدم تأجيل المباراة النهائية إلى أجل غير مسمى بسبب جائحة كوفيد-19 في أوروبا.في 17 يونيو 2020، أعلن الاتحاد الأوروبي لكرة القدم أن المباراة ستقام في سان سيباستيان، كجزء من "بطولة الثمانية النهائية" التي تتكون من مباريات خروج المغلوب من مباراة واحدة تُلعب في ملعبين في جميع أنحاء إقليم الباسك.
فاز ليون بالمباراة النهائية بنتيجة 3-1 ليحصد لقبه الخامس على التوالي والسابع في دوري أبطال أوروبا للسيدات، وهو رقم قياسي. وبما أن ليون فاز أيضًا ببطولة الدرجة الأولى للسيدات 2019–20 وبطولة كأس فرنسا للسيدات، فقد حقق الثلاثية، وهي الثانية على التوالي والخامسة بشكل عام للنادي.

## عن الفريقين
في الجدول التالي، كانت المباريات النهائية حتى عام 2009 ضمن نظام كأس الاتحاد الأوروبي للسيدات، ومنذ عام 2010 كانت ضمن نظام دوري أبطال أوروبا للسيدات.
| الفريق    | المشاركات السابقة في النهائيات (الخط العريض يشير إلى الفائزين) |
| --------- | -------------------------------------------------------------- |
| فولفسبورغ | 4 (2013، 2014، 2016، 2018)                                     |
| ليون      | 8 (2010، 2011، 2012، 2013، 2016، 2017, 2018، 2019)             |

## مكان الحدث

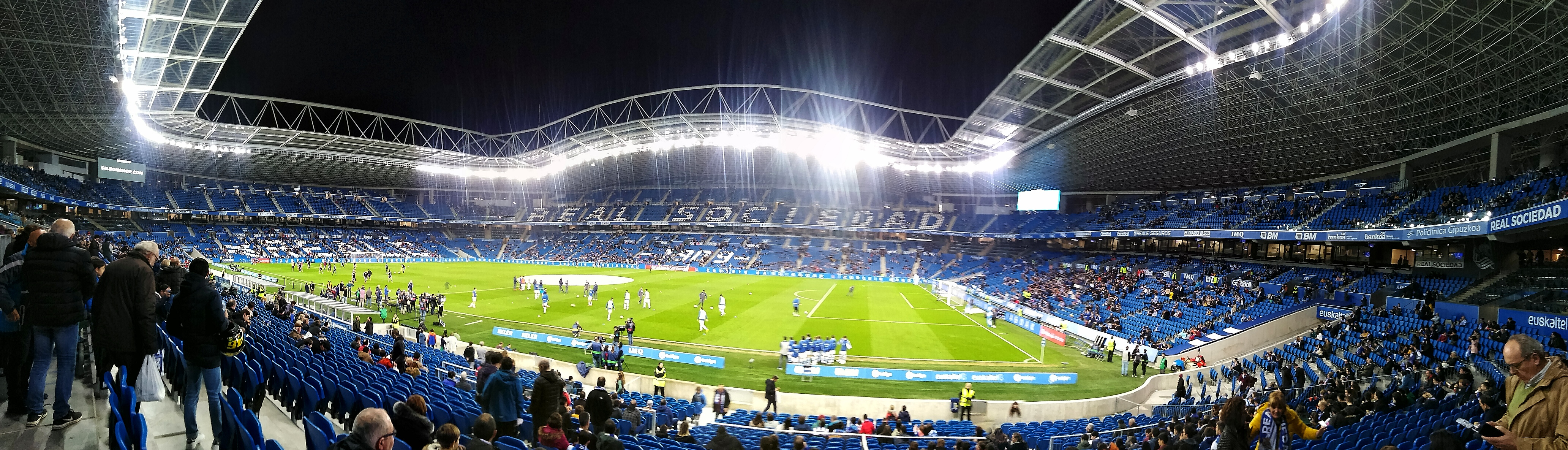
استضاف ملعب أنويتا في سان سيباستيان المباراة النهائية.

أقيمت المباراة النهائية على ملعب ملعب أنويتا في سان سيباستيان، إقليم الباسك. استضاف الملعب والمدينة والمقاطعة أول نهائي لمسابقة الاتحاد الأوروبي لكرة القدم للأندية على الإطلاق. غير أن إقليم الباسك الأكبر كان قد شهد استضافة ملعب سان ماميس في بلباو لمباراة الإياب من نهائي كأس الاتحاد الأوروبي لكرة القدم 1977.

### اختيار الملعب المستضيف
أطلق الاتحاد الأوروبي لكرة القدم في 22 سبتمبر 2017 عملية تقديم عروض مفتوحة لاختيار ملاعب نهائيات دوري أبطال أوروبا، والدوري الأوروبي، ودوري أبطال أوروبا للسيدات لعام 2020. وكان أمام الاتحادات مهلة حتى 31 أكتوبر 2017 لإبداء اهتمامها، على أن تُقدّم ملفات الترشيح بحلول 1 مارس 2018.
أعلن الاتحاد الأوروبي لكرة القدم (UEFA) في 3 نوفمبر 2017 أن ثلاث اتحادات أبدت اهتمامها باستضافة نهائي دوري أبطال أوروبا للسيدات لعام 2020.
| دولة   | الملعب             | مدينة | سعة    |
| ------ | ------------------ | ----- | ------ |
| النمسا | جنرالي أرينا       | فيينا | 17,500 |
| بلجيكا | ملعب موريس دوفراسن | لييج  | 30,023 |
| روسيا  | في تي بي أرينا     | موسكو | 27000  |

تم اختيار ملعب جنرالي أرينا من قبل اللجنة التنفيذية للاتحاد الأوروبي لكرة القدم خلال اجتماعها في كييف في 24 مايو 2018. كان من المفترض أن تكون هذه أول نهائي لبطولة أندية الاتحاد الأوروبي لكرة القدم يستضيفه ملعب جنرالي أرينا، وأول نهائي تستضيفه مدينة فيينا والنمسا منذ نهائي دوري أبطال أوروبا 1995 في ملعب إرنست هابل. هو الملعب الرئيسي لنادي أوستريا فيينا النمساوي. وبسبب لوائح الاتحاد الأوروبي لكرة القدم المتعلقة بحقوق تسمية الرعاة غير المشاركين في البطولة، أُطلق على الملعب اسم "حديقة فيولا" في بيانات الاتحاد الأوروبي لكرة القدم.

### نقل إلى سان سيباستيان
تم تأجيل دوري أبطال أوروبا للسيدات 2019-20 إلى أجل غير مسمى في 17 مارس 2020 بسبب جائحة كوفيد-19 في أوروبا. تم تأجيل المباراة النهائية رسميًا في 23 مارس 2020. تم تشكيل مجموعة عمل من قبل الاتحاد الأوروبي لكرة القدم لتحديد جدول ما تبقى من الموسم، مع اتخاذ القرار النهائي في اجتماع اللجنة التنفيذية للاتحاد الأوروبي لكرة القدم في 17 يونيو 2020. 
وتقرر أن تُقام المباريات المتبقية، بما في ذلك مباريات ربع النهائي ونصف النهائي والنهائي، في الفترة ما بين 21 و30 أغسطس/آب في سان ماميس، بلباو وملعب أنويتا، سان سيباستيان في بلاد الباسك، إسبانيا، كبطولة من ثمانية فرق من مباراة واحدة بخروج المغلوب، على أن تستضيف سان سيباستيان المباراة النهائية.
على عكس دوري أبطال أوروبا والدوري الأوروبي، حيث تم تأجيل جميع الملاعب المستضيفة للنهائيات المستقبلية التي تم منحها بالفعل منذ عام 2020 لمدة عام، ظلت الملاعب المستضيفة لنهائيات دوري أبطال أوروبا للسيدات التي تم منحها بالفعل كما هي. قال الاتحاد النمساوي لكرة القدم إن أكثر من 12,000 تذكرة تم بيعها بالفعل للنهائي وسيتم ردها جميعًا.

### طاقم التحكيم
في 28 أغسطس 2020، عيّن الاتحاد الأوروبي لكرة القدم، الحكمة السويسرية إستر ستوبلي لتكون حكم مباراة النهائية. كانت ستوبلي من ضمن حكمة الفيفا منذ عام 2006، تم اختيارها حكم نهائي دوري أبطال أوروبا للسيدات 2015. كما سبق لها إدارة نهائيات أوروبية وعالمية حيث كانت حكم الساحة في بطولة أوروبا للسيدات في 2013 و2017، بما في ذلك نهائي بطولة أوروبا للسيدات 2017، بالإضافة إلى كأس العالم للسيدات في 2015 و2019. انضمت إليها الحكمتان المساعدتان سانيا روداك-كارسيتش من كرواتيا وأولكسندرا أرداشيفا من أوكرانيا، بينما عملت مواطنتها مارينا ستريليتسكا كحكمة مساعدة احتياطية. وكانت يانا أدامكوفا من جمهورية التشيك الحكم الرابع. عمل الإسباني خوسيه ماريا سانشيز مارتينيز كحكم فيديو مساعد في أول استخدام للنظام في نهائي دوري أبطال أوروبا للسيدات، وانضم إليه مواطنه ريكاردو دي بورغوس بينجويتشيا كحكم مساعد في تقنية الفيديو.

## الطريق إلى النهائي
ملاحظة: في جميع النتائج أدناه، يتم إعطاء نتيجة الفريق المتأهل للنهائي أولاً (م: على أرضه؛ خ: خارج أرضه؛ م: محايد).
| فولفسبورغ   | فولفسبورغ | فولفسبورغ | فولفسبورغ | الجولة             | ليون             | ليون    | ليون          | ليون          |
| ----------- | --------- | --------- | --------- | ------------------ | ---------------- | ------- | ------------- | ------------- |
| الخصم       | مجموع     | الذهاب    | العودة    | مرحلة خروج المغلوب | الخصم            | مجموع   | مباراة الذهاب | مباراة الإياب |
| ميتروفيتشا  | 15–0      | 10–0 (خ)  | 5–0 (د)   | دور 32             | ريازان-في دي في  | 16–0    | 9–0 (خ)       | 7–0 (د)       |
| تفينتي      | 7–0       | 6–0 (د)   | 1–0 (خ)   | دور 16             | فورتونا هيورينغ  | 11–0    | 4–0 (خ)       | 7–0 (د)       |
| غلاسكو سيتي | 9–1 (م)   | 9–1 (م)   | 9–1 (م)   | ربع النهائي        | بايرن ميونخ      | 2–1 (م) | 2–1 (م)       | 2–1 (م)       |
| برشلونة     | 1–0 (م)   | 1–0 (م)   | 1–0 (م)   | نصف النهائي        | باريس سان جيرمان | 1–0 (م) | 1–0 (م)       | 1–0 (م)       |

## المباراة

### تفاصيل المباراة
تم تحديد الفريق المضيف (لأغراض إدارية) من خلال قرعة إضافية أُجريت في 8 نوفمبر/تشرين الثاني 2019، الساعة 1:30 مساءً بتوقيت وسط أوروبا (CET) (بعد قرعة ربع النهائي ونصف النهائي)، في مقر الاتحاد الأوروبي لكرة القدم في نيون، سويسرا.
| فولفسبورغ | 1–3   | ليون                                          |
| --------- | ----- | --------------------------------------------- |
| - بوب 58' | تقرير | - 25' لو سومر - 44' كوماجاي - 88' غونارسدوتير |

| فولفسبورغ | ليون |

| GK             | 27 | فريدريكه أبت        |     |     |
| RB             | 9  | آنا بلاس            |     | 78' |
| CB             | 28 | لينا غوسلينغ        |     |     |
| CB             | 23 | سارة دورسون         |     | 39' |
| LB             | 6  | دومينيك يانسن       |     |     |
| RM             | 10 | سفينيا هوث          | 14' | 61' |
| CM             | 15 | إنغريد سيرستاد إنجن |     |     |
| CM             | 11 | ألكسندرا بوب        |     |     |
| LM             | 14 | فريدولينا رولفو     |     |     |
| CF             | 22 | بيرنيل هاردر (c)    |     |     |
| CF             | 17 | إيفا بايور          |     | 61' |
| قائمة البدلاء: |    |                     |     |     |
| GK             | 12 | جوليا كاسن          |     |     |
| GK             | 77 | كاتارزينا كيدرزينك  |     |     |
| DF             | 4  | كاثرين هندريش       |     | 39' |
| DF             | 5  | لينا أوبردورف       |     | 61' |
| DF             | 13 | فيليستاس راوش       |     |     |
| DF             | 24 | جويل ويديماير       |     |     |
| MF             | 3  | زسانيت جاكابفي      |     |     |
| MF             | 20 | بيا-صوفي فولتر      |     | 61' |
| MF             | 21 | لارا ديكينمان       |     |     |
| MF             | 30 | ليزان غراوي         |     |     |
| FW             | 7  | باولين بريمر        |     | 78' |
| المدرب:        |    |                     |     |     |
| ستيفان ليرش    |    |                     |     |     |

| GK             | 16  | سارة بوهدي             |     |       |
| RB             | 2   | لوسي برونز             |     |       |
| CB             | 21  | كاديشا بوكانان         |     |       |
| CB             | 3   | ويندي رينار (c)        |     |       |
| LB             | 26  | سكينة قرشاوي           |     |       |
| CM             | 8   | سارا بيورك غونارسدوتير |     |       |
| CM             | 5   | ساكي كوماجاي           |     |       |
| RW             | 20  | دلفين كاسكارينو        |     | 87'   |
| RW             | 10  | دزينيفر ماروزسان       | 40' | 87'   |
| LW             | 7   | أمل ماجري              |     | 90+4' |
| CF             | 9   | أوجين لي سومر          |     | 90+4' |
| قائمة البدلاء: |     |                        |     |       |
| GK             | 1   | لولا غالاردو           |     |       |
| GK             | 40  | كاترينا تالاسلاهتي     |     |       |
| DF             | 4   | سلمى باشا              |     |       |
| DF             | 12  | إيلي كاربنتر           |     |       |
| DF             | 15  | أليكس غرينوود          |     | 90+4' |
| DF             | 23  | جانيس كايمان           |     |       |
| MF             | 6   | أماندين هنري           |     |       |
| FW             | 11  | شانيس فان دي ساندين    |     | 87'   |
| FW             | '24 | جودي تايلور            |     | 87'   |
| FW             | 28  | ميلفين مالارد          |     | 90+4' |
| المدرب:        |     |                        |     |       |
| جان لوك فاسور  |     |                        |     |       |

| جائزة أفضل لاعبة في المباراة: دلفين كاسكارينو (ليون) الحكام المساعدون: سانيا روداك-كارسيتش (كرواتيا) أولكسندرا أرداشيفا (أوكرانيا) الحكم الرابع: يانا أدامكوفا (جمهورية التشيك) حكم مساعد احتياطي: مارينا ستريليتسكا (أوكرانيا) حكم تقنية الفيديو: خوسيه ماريا سانشيز مارتينيز (إسبانيا) مساعد حكم تقنية الفيديو: ريكاردو دي بورغوس بينغويتشيا (إسبانيا) | قواعد المباراة - يقام نهائي المسابقة من مباراة واحدة بنظام خروج المغلوب. - تلعب المباراة من 90 دقيقة مقسومة إلى شوطين مدة كل شوط 45 دقيقة. - تلعب أشواط إضافية في حال استمرار التعادل من 30 دقيقة مقسومة إلى شوطين مدة كل شوط 15 دقيقة. - تطبق قاعدة ركلات الجزاء الترجيحية في حال استمرار التعادل في الأشواط الإضافية. - تواجد 12 لاعبة بديلة على مقاعد الاحتياط، يمكن إجراء ما يصل إلى خمسة تغيرات، بالإضافة إلى إمكانية تغيير سادس في حال وصول المباراة للأشواط الإضافية. |